# Charles Amoah
Charles Baye Amoah (Accra, 28 febbraio 1975) è un ex calciatore ghanese, di ruolo attaccante.

## Palmarès

### Club

#### Competizioni nazionali
- Campionato svizzero: 1

San Gallo: 1999-2000
- Erste Liga: 1

LASK Linz: 2006-2007

### Individuale
- Capocannoniere del campionato ghanese: 1

1994-1995
- Capocannoniere della Lega Nazionale A: 1

1999-2000 (25 gol)
- Axpo Player of the Year: 1

2000